# 折宇谷川
折宇谷川（おりうだにがわ）は、徳島県那賀郡那賀町を流れる那賀川水系の河川である。

## 地理
那賀郡那賀町（旧木頭村）にある折宇谷山（1,652.9m）の水源から木頭村を経て那賀川に合流する。流域には桃の丸（1,154.8m）や西山（1,326m）の山が聳える。

## 自然景勝地
- 桃の丸
- 西山

## 流域の自治体
徳島県
那賀郡那賀町